# كاري بيتس
كاري بيتس (بالإنجليزية: Cary Bates)‏ هو كاتب سيناريو أمريكي، ولد في 1948 في بنسيلفانيا في الولايات المتحدة.

## وصلات خارجية
- كاري بيتس على موقع IMDb (الإنجليزية)
- كاري بيتس على موقع ميوزك برينز (الإنجليزية)
- كاري بيتس على موقع قاعدة بيانات الفيلم (الإنجليزية)